# Asparagus dumosus
Asparagus dumosus är en sparrisväxtart som beskrevs av John Gilbert Baker. Asparagus dumosus ingår i släktet sparrisar, och familjen sparrisväxter. Inga underarter finns listade i Catalogue of Life.